# Gunnborga den goda

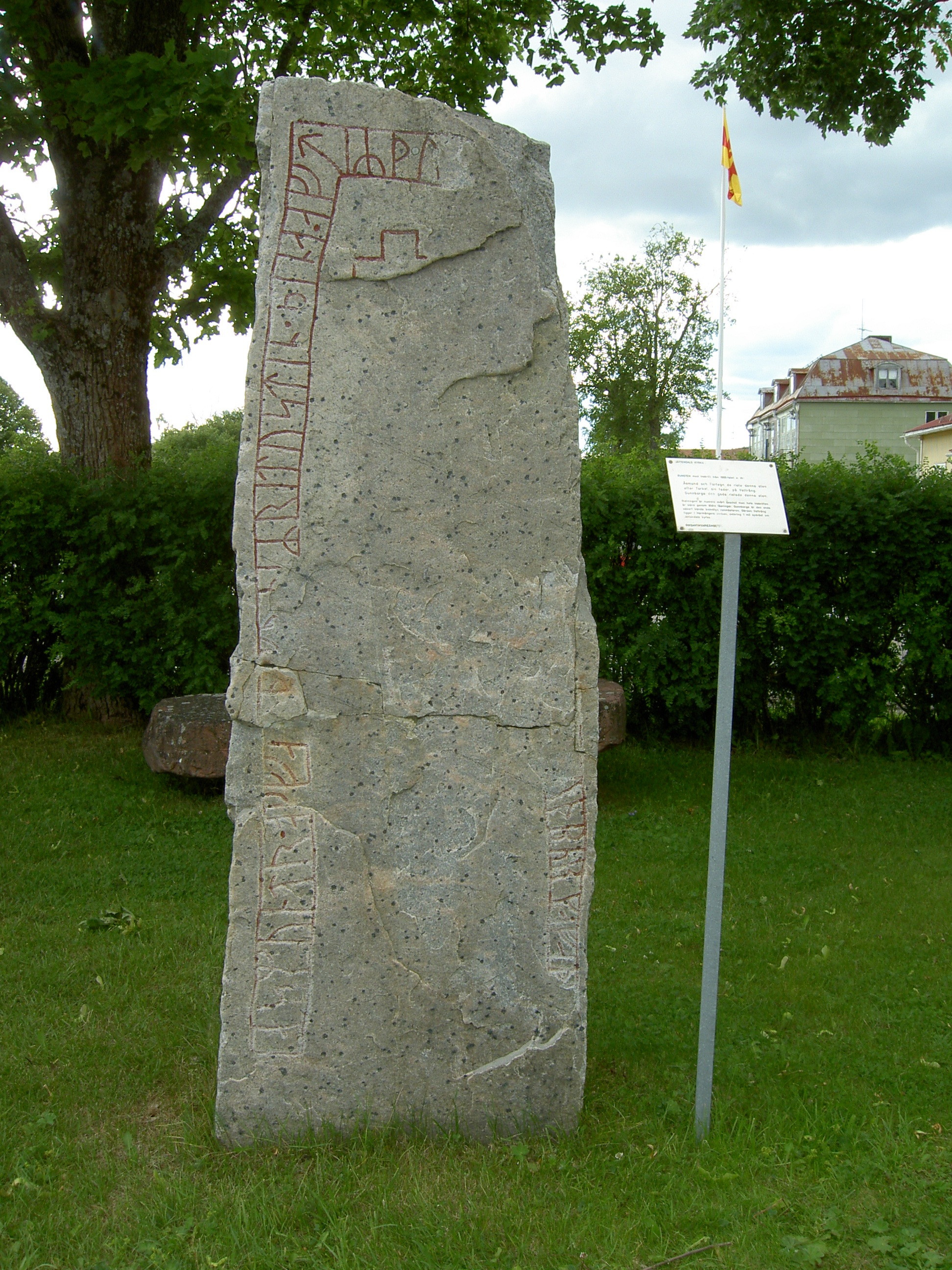
Runstenen Hs 21

Gunnborga den goda, 1000-talet, var en kvinnlig runristare, endast känd genom runstenen vid Jättendals kyrka i Hälsingland Hs 21. Hon har kallats den enda säkert kända kvinnliga runmästaren. 
Signaturen, som i dag är skadad, lyder: [k]unburka faþ[i stin þina in kuþa]. Det är lite osäkert om de sista runorna in kuþa är ett binamn till Gunnborga "den goda" eller om de hör till ordet stæin ("Gunnborga ristade denna goda sten"). Båda tolkningarna är möjliga. I signaturen används verbet fā. Ordet betyder ursprungligen "måla", men har här liksom på många andra runstenar förmodligen betydelsen "rista, skriva".
Av texten framgår inte i vilket förhållande Gunnborga har stått till resarna av stenen och till den döde Torkel. En möjlighet är att hon har varit Torkels maka. 